# Liste der Kulturdenkmale in Herzhorn
In der Liste der Kulturdenkmale in Herzhorn sind alle Kulturdenkmale der schleswig-holsteinischen Gemeinde Herzhorn (Kreis Steinburg) und ihrer Ortsteile aufgelistet (Stand: 10. März 2025).

## Legende
In den Spalten befinden sich folgende Informationen:
- Objekt-ID: die Nummer des Kulturdenkmales
- Lage: die Adresse des Kulturdenkmales und die geographischen Koordinaten. Kartenansicht, um Koordinaten zu setzen. In der Kartenansicht sind Kulturdenkmale ohne Koordinaten mit einem roten Marker dargestellt und können in der Karte gesetzt werden. Kulturdenkmale ohne Bild sind mit einem blauen Marker gekennzeichnet, Kulturdenkmale mit Bild mit einem grünen Marker.
- Offizielle Bezeichnung: Bezeichnung des Kulturdenkmales
- Beschreibung: die Beschreibung des Kulturdenkmales
- Bild: ein Bild des Kulturdenkmales

## Sachgesamtheiten
| Objekt-ID      | Lage                                  | Offizielle Bezeichnung | Beschreibung | Bild                             |
| -------------- | ------------------------------------- | ---------------------- | --- | -------------------------------- |
| 41028 Wikidata | Am Markt (53° 47′ 13″ N, 9° 29′ 8″ O) | Kirche St. Annen       | Aktualisierung vorgesehen - Begründung: geschichtlich, künstlerisch, städtebaulich, Kulturlandschaft prägend - Schutzumfang: Kirche St. Annen mit Ausstattung, Kirchhof, historische Grabmale | weitere Fotos \| Fotos hochladen |

## Bauliche Anlagen
| Objekt-ID      | Lage                                        | Offizielle Bezeichnung           | Beschreibung | Bild                             |
| -------------- | ------------------------------------------- | -------------------------------- | --- | -------------------------------- |
| 19738 Wikidata | Am Markt (53° 47′ 13″ N, 9° 29′ 8″ O)       | Kirche St. Annen mit Ausstattung | Alteintragung (Aktualisierung vorgesehen) - Begründung: geschichtlich, künstlerisch, städtebaulich - Schutzumfang: gesamtes Objekt - Denkmaltyp: Bauliche Anlage, Sachgesamtheit: Kirche St. Annen | weitere Fotos \| Fotos hochladen |
| 27757 Wikidata | Gehlensiel 10 (53° 46′ 19″ N, 9° 31′ 56″ O) | Hofanlage (grabenumzogene Warft) | Alteintragung (Aktualisierung vorgesehen) - Begründung: Alteintragung (Aktualisierung vorgesehen) - Schutzumfang: Alteintragung (Aktualisierung vorgesehen) - Denkmaltyp: Bauliche Anlage | BW                               |
| 1537 Wikidata  | Gehlensiel 10 (53° 46′ 20″ N, 9° 31′ 58″ O) | Fachhallenhaus                   | Alteintragung (Aktualisierung vorgesehen) - Begründung: Alteintragung (Aktualisierung vorgesehen) - Schutzumfang: Alteintragung (Aktualisierung vorgesehen) - Denkmaltyp: Bauliche Anlage | BW                               |
| 2849 Wikidata  | Gehlensiel 10 (53° 46′ 19″ N, 9° 31′ 57″ O) | Zweiständerscheune               | Alteintragung (Aktualisierung vorgesehen) - Begründung: Alteintragung (Aktualisierung vorgesehen) - Schutzumfang: Alteintragung (Aktualisierung vorgesehen) - Denkmaltyp: Bauliche Anlage | BW                               |
| 11269 Wikidata | Moorhufen 6 (53° 46′ 19″ N, 9° 31′ 56″ O)   | Wohn- und Wirtschaftsgebäude     | Fachhallenhaus; 18. Jh., erweitert 19. Jh.; Zweiständerbau mit Durchgangsdiele, Fachwerk mit Backsteinausfachung und reetgedecktem Satteldach, Innengerüst überwiegend erhalten, angebauter zweigeschossiger Wohnteil in Backstein, umfassende bauzeitliche Ausstattung wie Wandpaneele, Türen u. Einbaumöbel - Begründung: geschichtlich, wissenschaftlich, Kulturlandschaft prägend - Schutzumfang: gesamtes Objekt - Denkmaltyp: Bauliche Anlage | BW                               |
| 1772           | Obendeich 23 (53° 46′ 30″ N, 9° 28′ 11″ O)  | Fachhallenhaus                   | Fachhallenhaus; erste Hälfte 18. Jh.; reetgedecktes Zweiständerfachhallenhaus mit ehemaliger Durchfahrtsdiele sowie Konstruktionsresten einer Heckschur im Inneren, Baumreihe vor Traufseite und Wohngiebel - Begründung: geschichtlich, wissenschaftlich, Kulturlandschaft prägend - Schutzumfang: Fachhallenhaus, Baumreihe - Denkmaltyp: Bauliche Anlage                                                                                         | BW                               |

## Gründenkmale
| Objekt-ID      | Lage                                  | Offizielle Bezeichnung | Beschreibung | Bild            |
| -------------- | ------------------------------------- | ---------------------- | --- | --------------- |
| 19739 Wikidata | Am Markt (53° 47′ 13″ N, 9° 29′ 9″ O) | Kirchhof               | Alteintragung (Aktualisierung vorgesehen) - Begründung: geschichtlich, Kulturlandschaft prägend - Schutzumfang: Kirchhof, historische Grabmale - Denkmaltyp: Gründenkmal, Sachgesamtheit: Kirche St. Annen | Fotos hochladen |

## Quelle
- Liste der Kulturdenkmale in Schleswig-Holstein – Kreis Steinburg

- Karte mit allen Koordinaten:
- OSM |
- WikiMap